# Drosophila tristipes
Drosophila tristipes este o specie de muște din genul Drosophila, familia Drosophilidae, descrisă de Oswald Duda în anul 1924. Conform Catalogue of Life specia Drosophila tristipes nu are subspecii cunoscute.